# Zorgvliet (Den Haag)
Zorgvliet is een wijk en landgoed ten noordwesten van het centrum van Den Haag.

## Wijk
De wijk Zorgvliet grenst aan de wijken Zeeheldenkwartier, Duinoord, Geuzen- en Statenkwartier, Scheveningse Bosjes en Archipelbuurt.
De wijk wordt begrensd door de Laan van Meerdervoort, de beek langs de Groot Hertoginnelaan, de Stadhouderslaan, de President Kennedylaan en de Scheveningseweg. De wijk Zorgvliet is een beschermd stadsgezicht.
De groene villawijk werd gebouwd in de jaren 1910-1919 en tijdens de Tweede Wereldoorlog, in 1942-1943, voor een deel gesloopt ten behoeve van de aanleg van de Atlantikwall. In het wederopbouwplan van Dudok keerden de villa's niet terug, maar werd over het tracé van de tankgracht de Johan de Wittlaan met hoogbouw aangelegd.
In de wijk bevinden zich verder onder meer:
- het landgoed Zorgvliet met daarin het Catshuis, zie onder
- De Mesdag Collectie

### Afbeeldingen

#### Vooroorlogs Zorgvliet

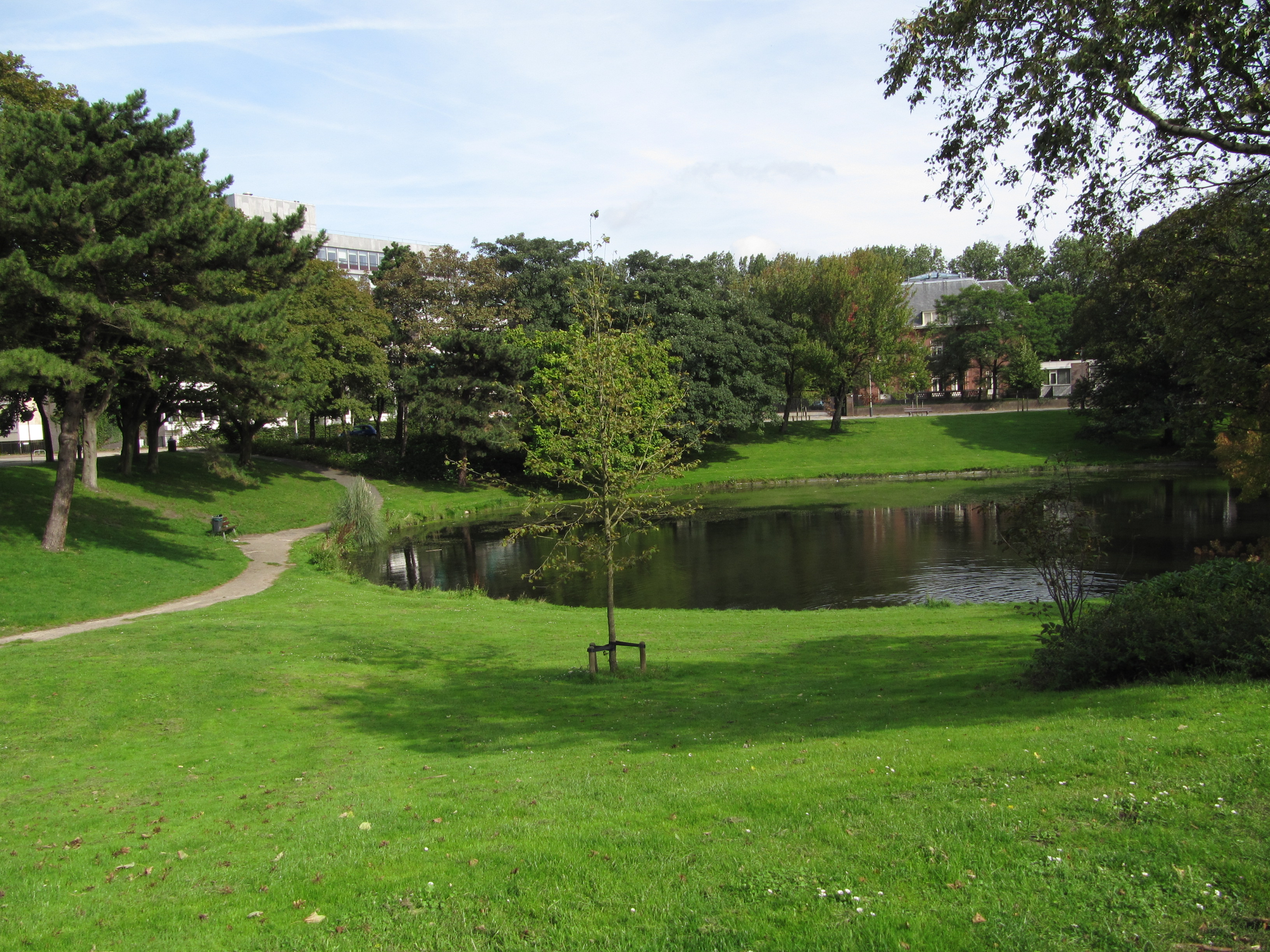
Parkje aan de A. Gogelweg
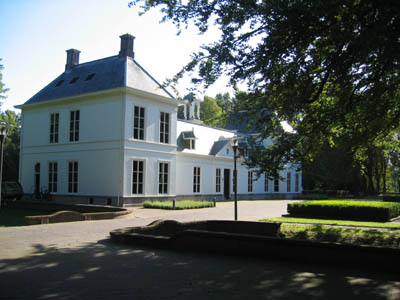
Catshuis
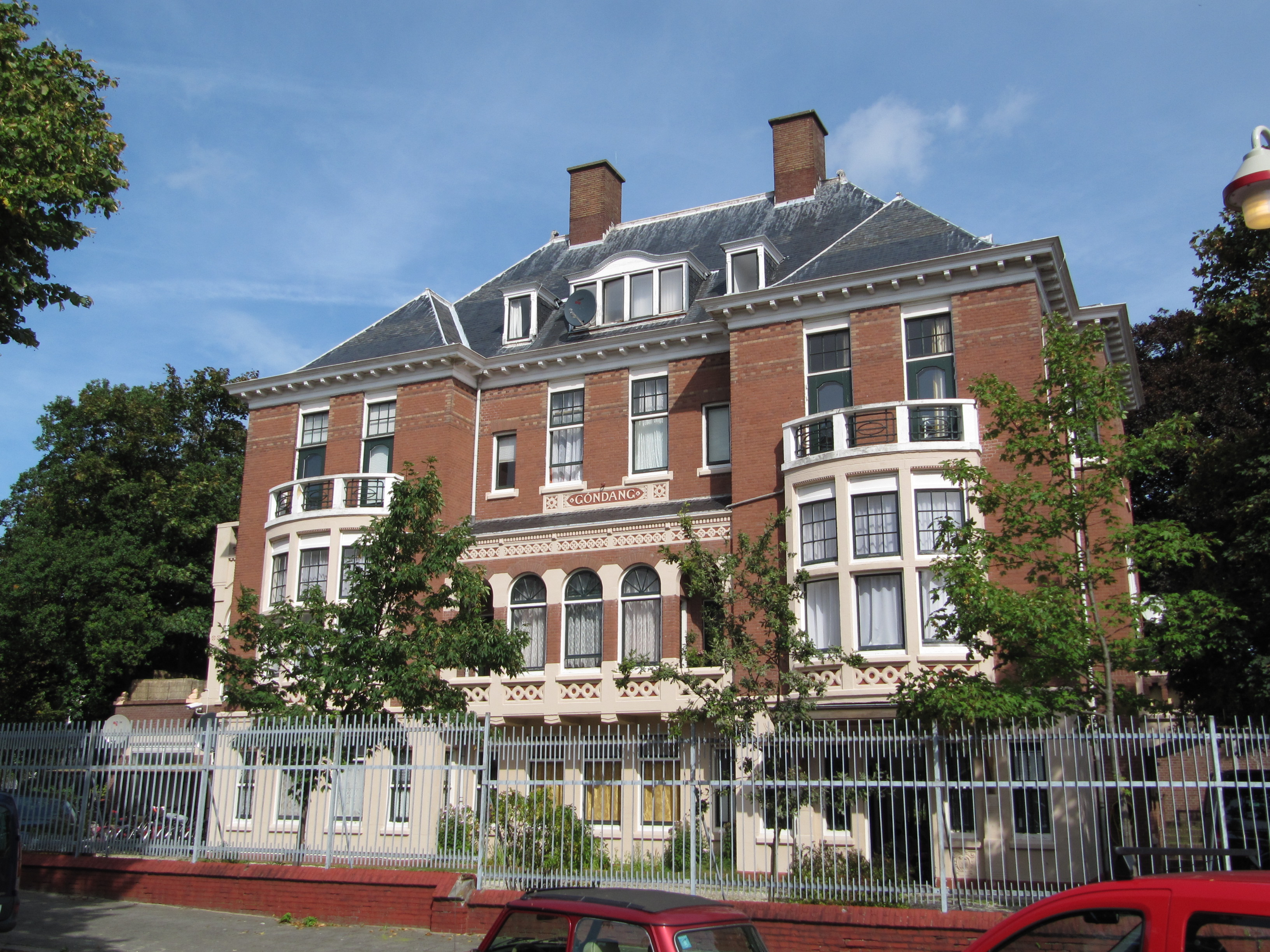
Andries Bickerweg 1
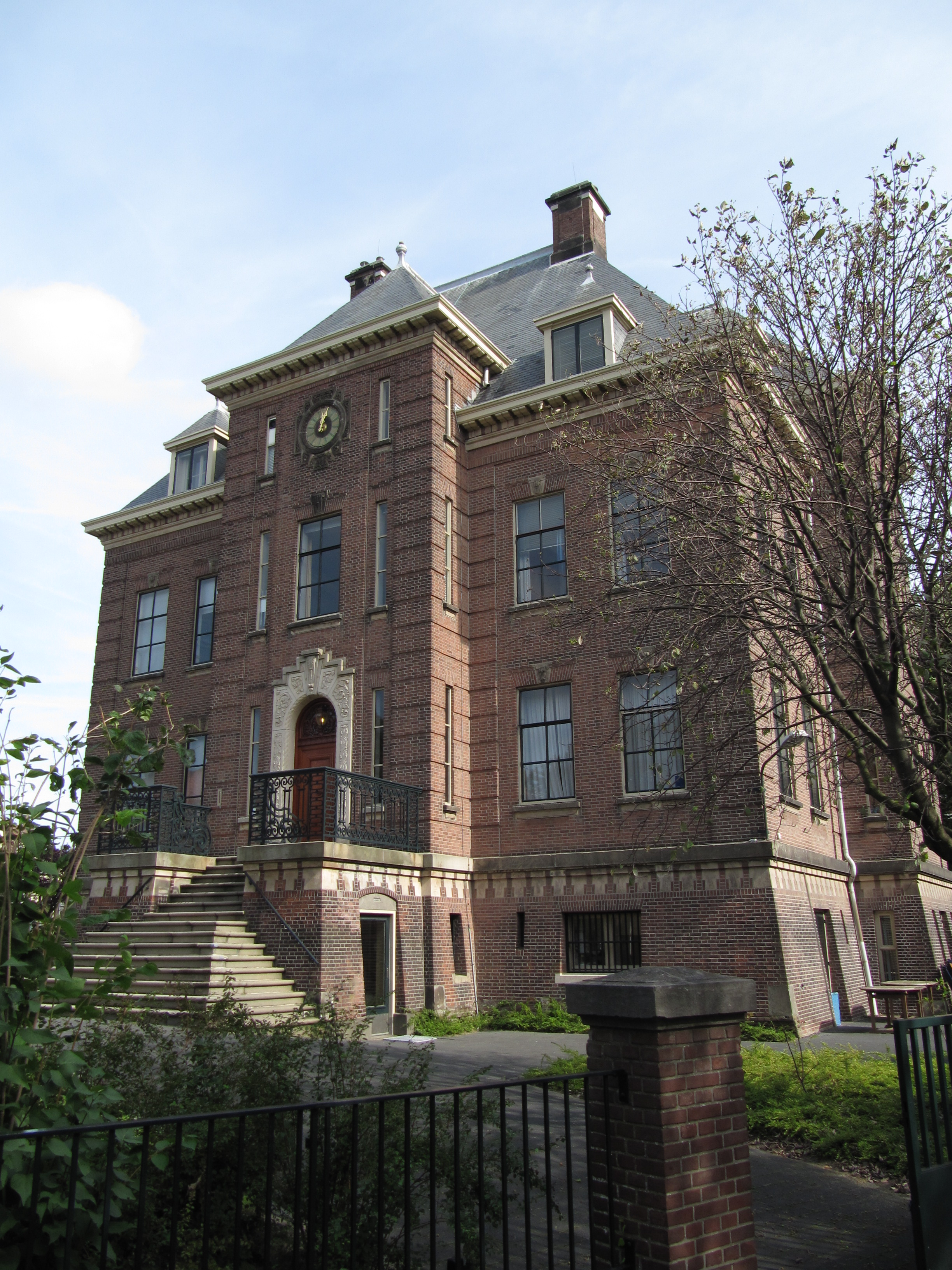
Schimmelpennincklaan 3
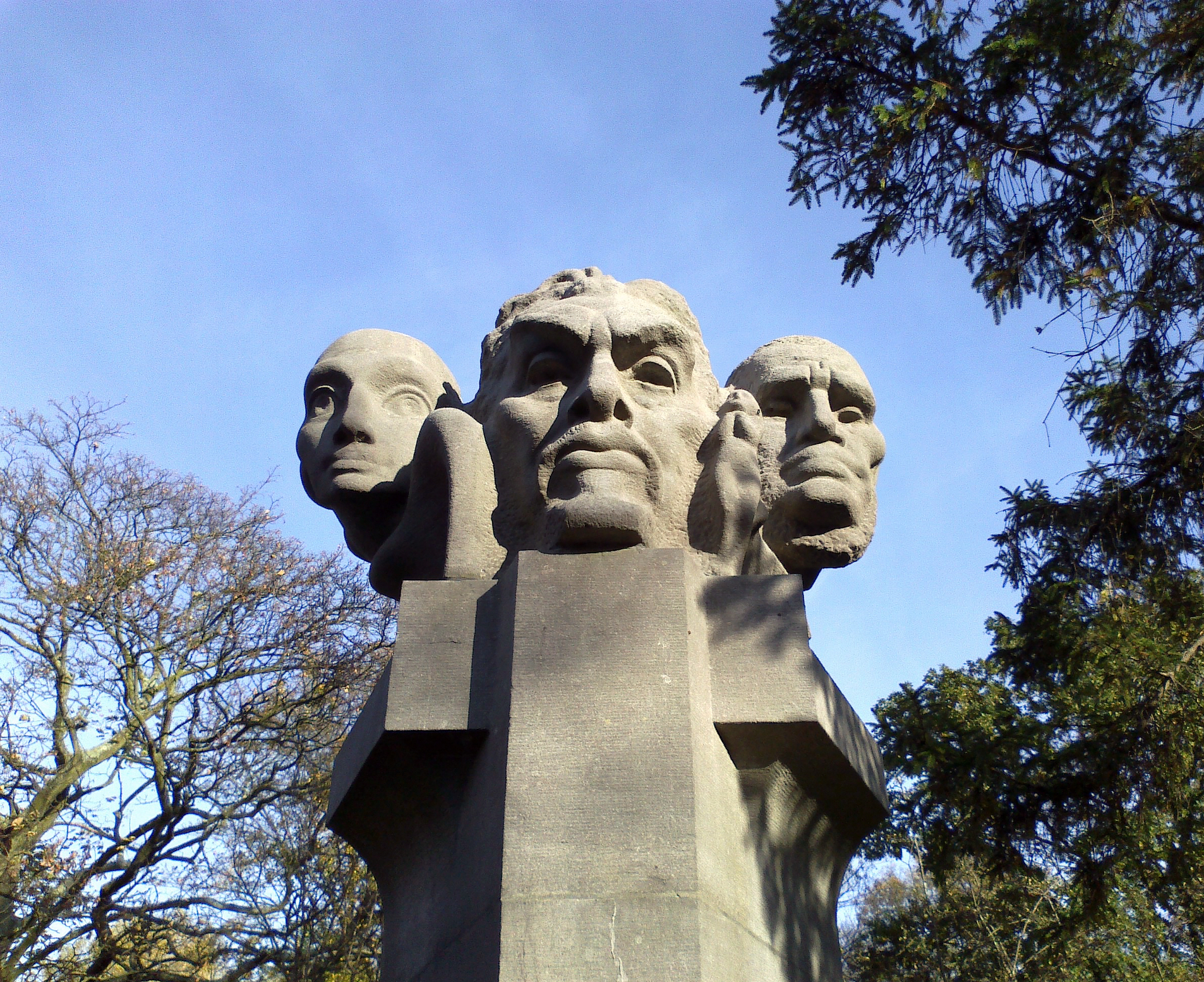
Jan Toorop monument, Catslaan

#### Naoorlogs Zorgvliet

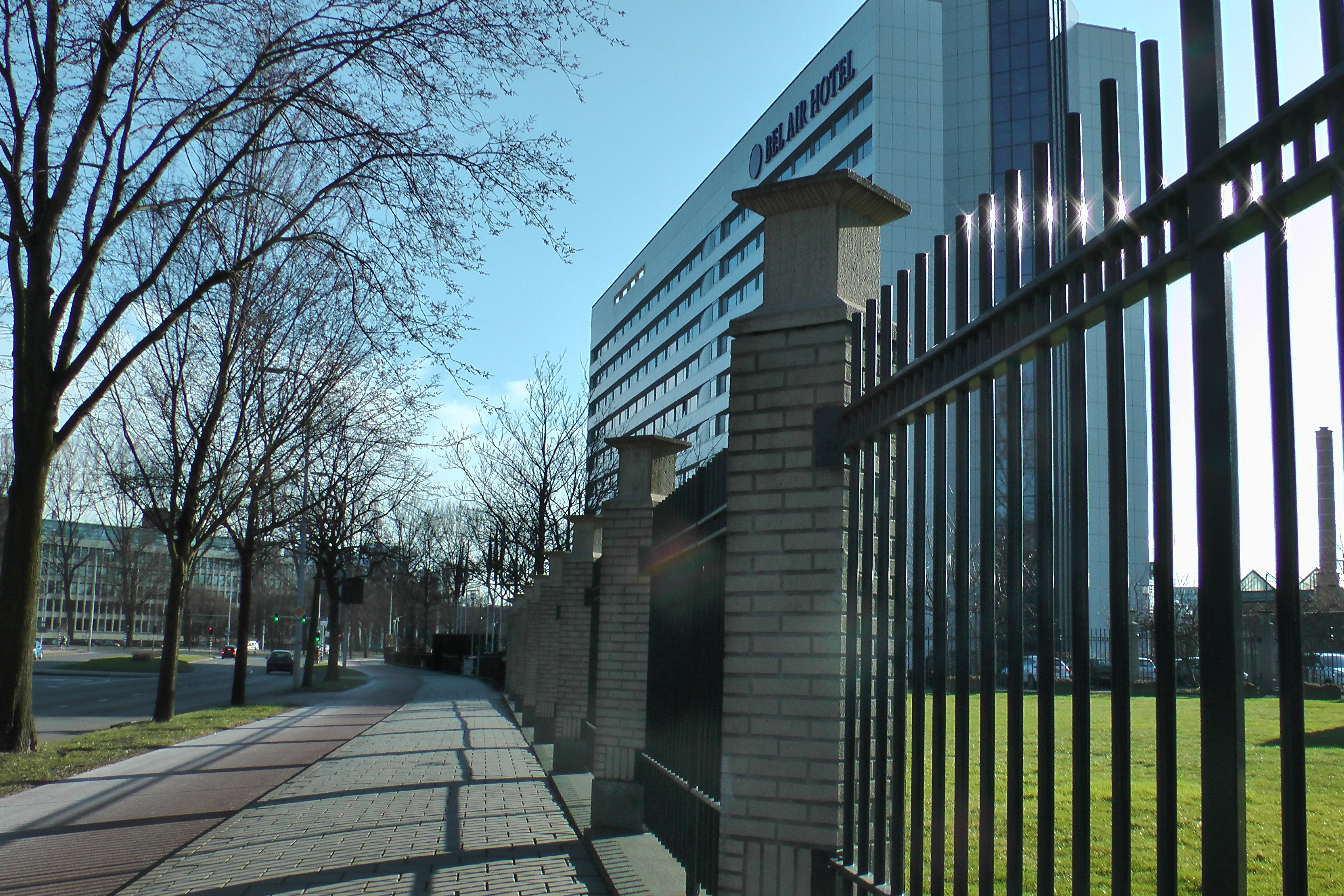
Bel Air Hotel, Johan de Wittlaan
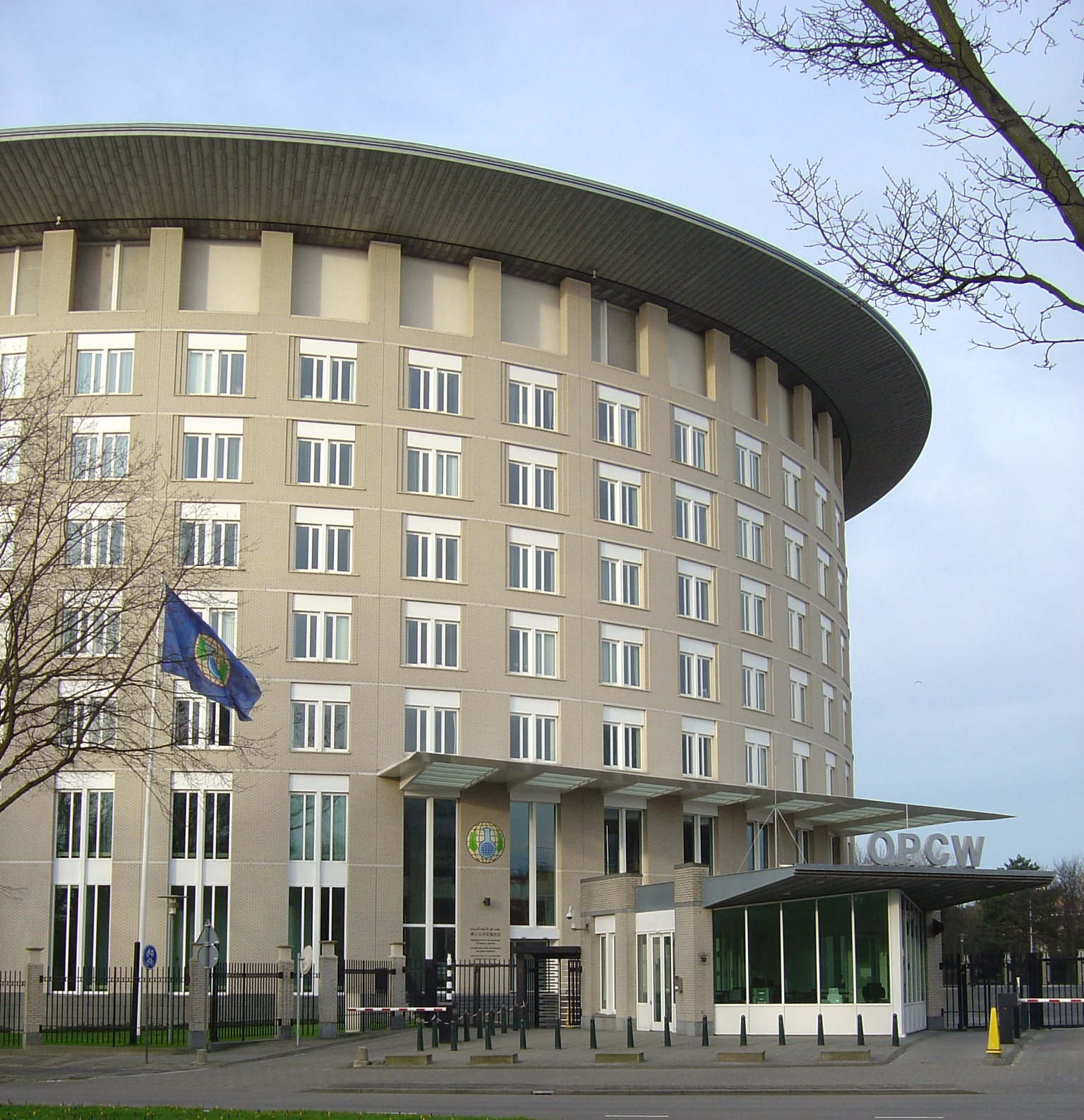
Organisatie voor het Verbod op Chemische Wapens, Johan de Wittlaan
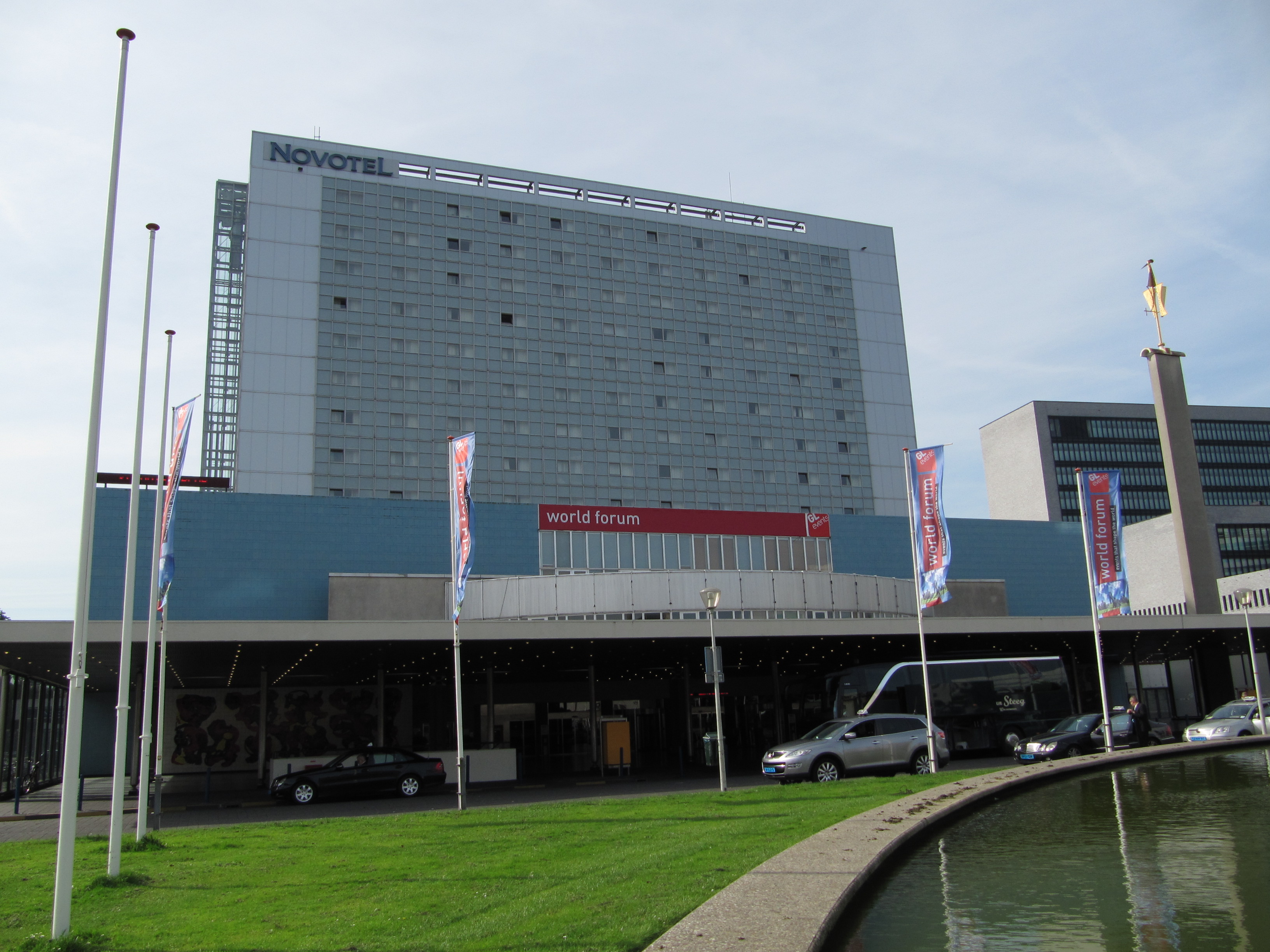
World Forum, Johan de Wittlaan
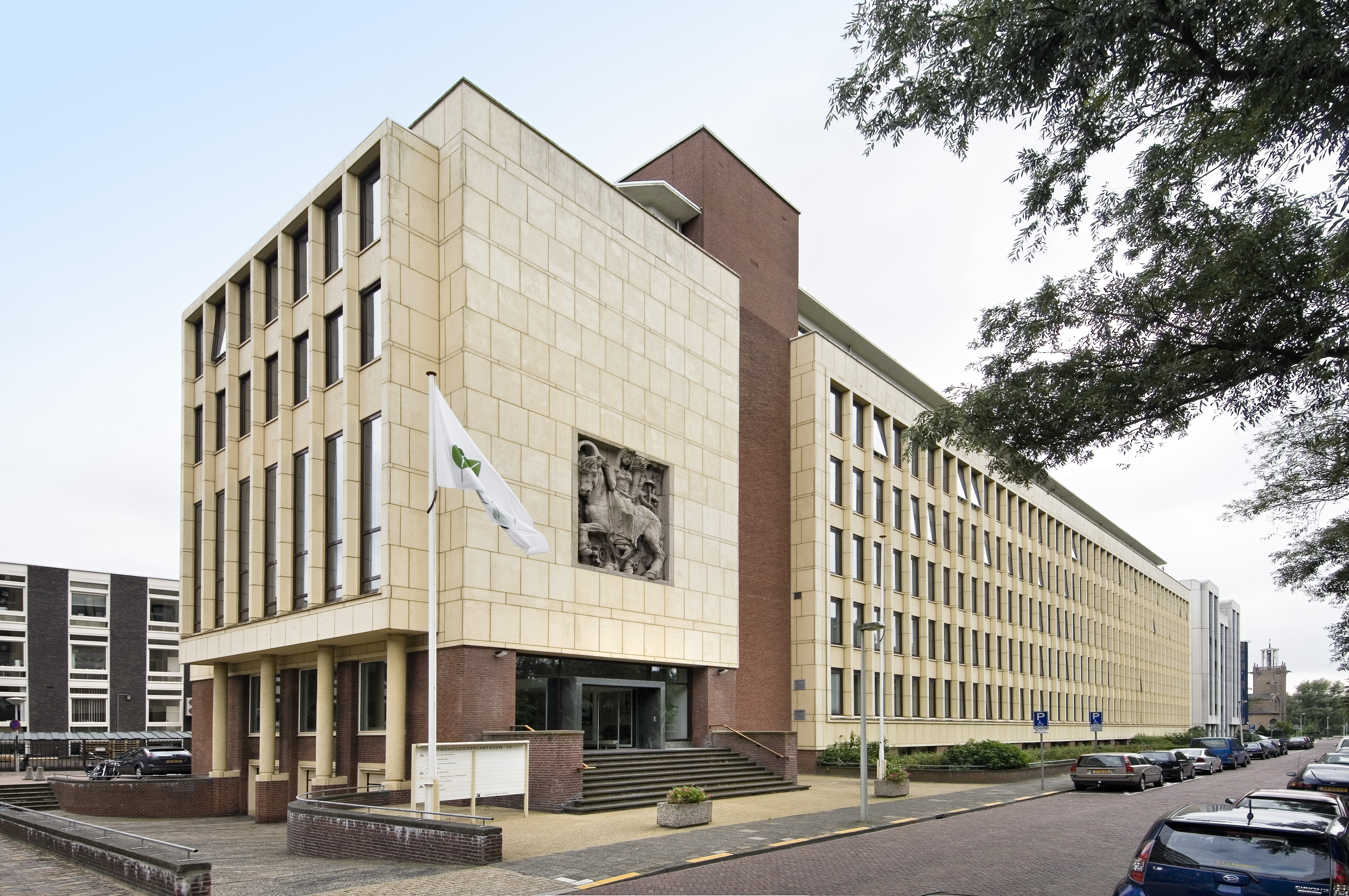
Voormalig Hoofdproductschap voor Akkerbouwproducten, Stadhoudersplantsoen
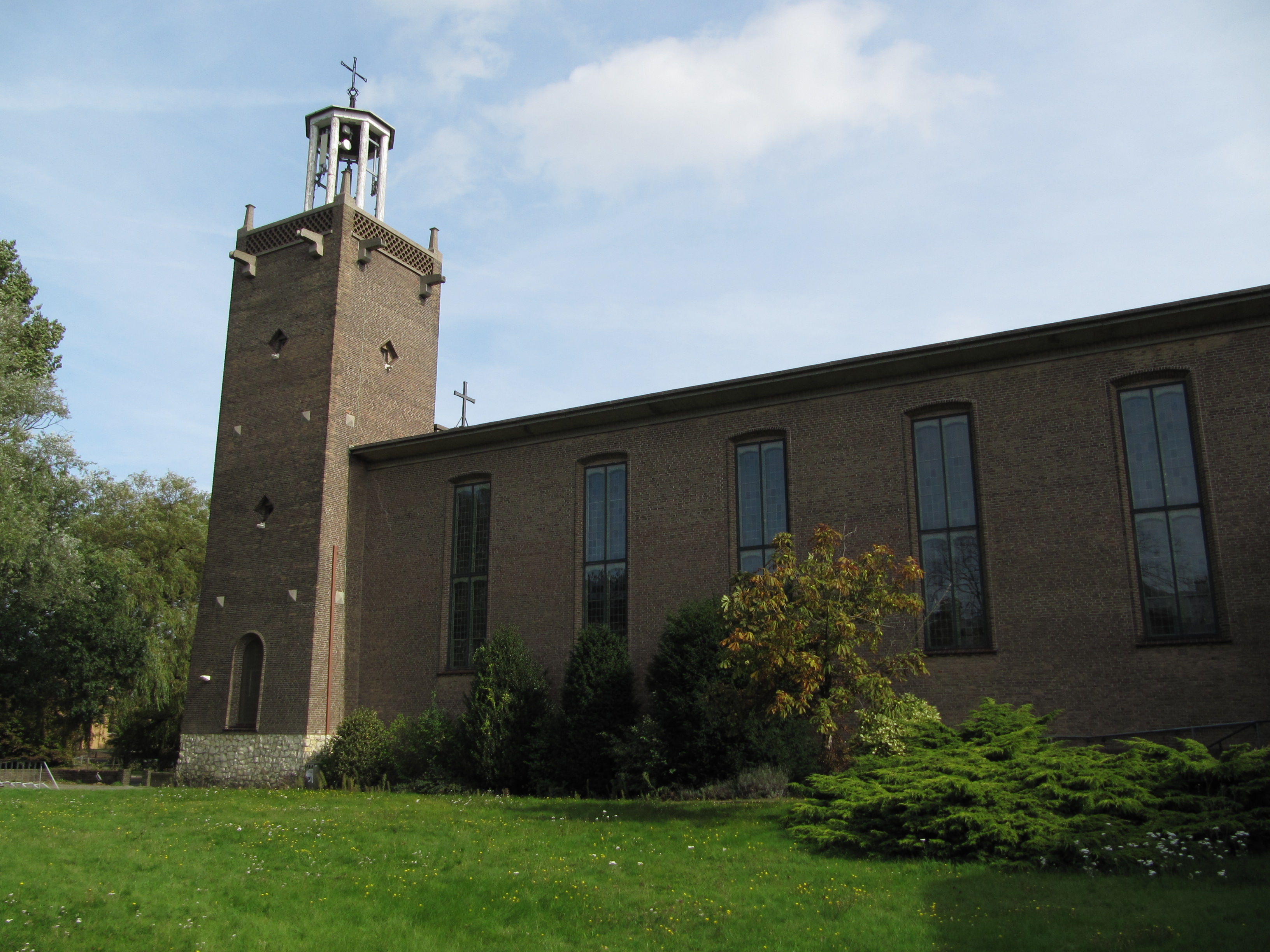
Heilige Martelaren van Gorcumkerk, Stadhoudersplantsoen

## Landgoed
In 1837 verwierf Willem II het gelijknamige landgoed op deze locatie. In 1903 kocht mr. A.E.H. Goekoop het gedeelte waarop de villawijk zou verrijzen. Een weg en tramhalte bij het landgoed zijn naar hem vernoemd. 
Het huidige landgoed Zorgvliet heeft een oppervlakte van 22 hectare en is eigendom van het Rijksvastgoedbedrijf. Zorgvliet of Sorghvliet werd rond 1643 als landgoed aangelegd door dichter en staatsman Jacob Cats. Het deel dat nu nog van het oude landgoed resteert, bestaat uit de tuin van het Catshuis en het aangrenzende bos. De naam duid op "je zorgen laten vlieden", oftewel je zorgen vergeten. In 1920 werd de muur om het park gebouwd.
Het gedeelte van het landgoed met het Catshuis is niet openbaar toegankelijk, het overige deel van het landgoed is uitsluitend toegankelijk voor kaarthouders. Kaarten zijn niet ter plaatse te koop, maar wel bij de VVV, zolang de beperkte voorraad strekt. Voor de ingang ligt een tramhalte van lijn 1. 

## Historische tramlijn
In 1864 ging de allereerste tramlijn in de Benelux rijden over de Scheveningse weg, en dus door de wijk en langs het landgoed. Dit was een paardentramlijn. Vanaf 1904 werd dit de elektrische lijn 8, die de 100 jaar daarna bijna volbracht. Sindsdien rijd tramlijn 1 hier. Tramlijn 7 (2e), 10 (3e) en 17 (5e) hebben er ook een periode gereden. 